# Руждумка
Руждумка — река в России, протекает в Городищенском районе Пензенской области. Устье реки находится в 38 км по левому берегу реки Юловка. Длина реки составляет 12 км.
По данным на 1985 год на реке находилась деревня Руждум, а около устья — пионерский лагерь. В Государственном каталоге географических названий от 2017 года деревня не упоминается.

## Данные водного реестра
По данным государственного водного реестра России относится к Верхневолжскому бассейновому округу, водохозяйственный участок реки — Сура от истока до Сурского гидроузла, речной подбассейн реки — Сура. Речной бассейн реки — (Верхняя) Волга до Куйбышевского водохранилища (без бассейна Оки).
Код объекта в государственном водном реестре — 08010500112110000035451.